# Callicostella hondurensis
Callicostella hondurensis là một loài rêu trong họ Pilotrichaceae. Loài này được H.A. Crum mô tả khoa học đầu tiên năm 1952.